# عمر چوبوکچو
عمر چوبوکچو (انگلیسی: Ömer Çubukçu؛ زادهٔ ۱۰ مهٔ ۱۹۸۰) کشتی‌گیر اهل ترکیه است.